# Magdalena Sibylla van Hessen-Darmstadt

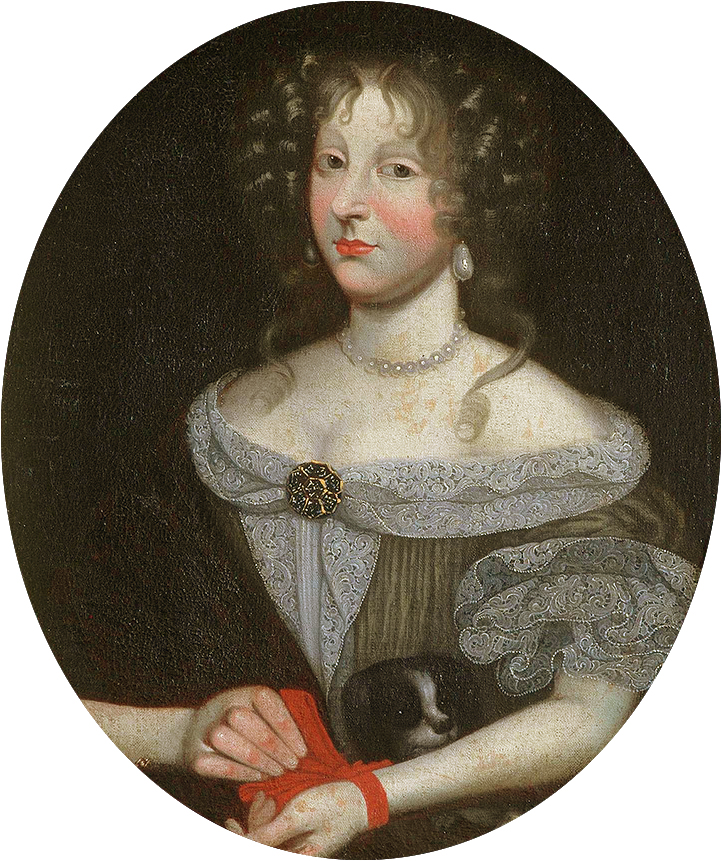
Magdalena Sibylla van Hessen-Darmstadt.

Magdalena Sibylla van Hessen-Darmstadt (Darmstadt, 28 april 1652 - Kirchheim unter Teck, 11 augustus 1712) was van 1674 tot 1677 hertogin-gemalin en van 1677 tot 1693 regentes van Württemberg. Zij behoorde tot het huis Hessen-Darmstadt.

## Levensloop
Magdalena Sibylla was de oudste dochter van landgraaf Lodewijk VI van Hessen-Darmstadt uit diens eerste huwelijk met Maria Elisabeth, dochter van hertog Frederik III van Sleeswijk-Holstein-Gottorp. Na het overlijden van haar moeder in 1665 kwam ze onder de hoede van haar tante Hedwig Eleonora van Sleeswijk-Holstein-Gottorp, de weduwe van koning Karel X Gustaaf van Zweden te staan. In de Zweedse hoofdstad Stockholm kreeg ze een diep religieus wereldbeeld mee, dat haar verdere leven zou bepalen. Ter gelegenheid van een bezoek van erfprins Willem Lodewijk van Württemberg (1647-1677) werd ze met hem verloofd. Ze huwden op 6 november 1673 in Darmstadt en kregen vier kinderen:
- Eleonora Dorothea (1674-1683)
- Everhardine Louise (1675-1707)
- Everhard Lodewijk (1676-1733), hertog van Württemberg
- Magdalena Wilhelmina (1677-1742), huwde in 1697 met Karel III Willem van Baden-Durlach.

Zes maanden na het huwelijk, op 2 juli 1674, stierf haar schoonvader Everhard III en kwam haar echtgenoot op de Württembergse troon. Willem Lodewijk was nog maar dertig jaar toen hij op 23 juni 1677 onverwachts overleed, waarna de 25-jarige Magdalena Sibylla regentes werd voor haar tien maanden oude zoon Everhard Lodewijk. Ze bleef over Württemberg regeren tot in 1693, toen haar zoon volwassen werd verklaard en zelfstandig kon beginnen regeren.
Door haar diepe vroomheid en voorzichtigheid bij alle beslissingen die ze nam was Magdalena Sibylla zeer geliefd bij haar onderdanen. Haar diepgelovigheid kwam ook tot uiting in kerkliederen die ze zelf componeerde, waarvan er een aantal een vaste plaats hebben gekregen in protestantse gezangboeken. Van 1690 tot 1692 had ze componist Johann Pachelbel in dienst. Nadat haar zoon zelfstandig begon te regeren trok Magdalena Sibylla zich terug in het kasteel van Kirchheim, waar ze in augustus 1712 stierf.